# 燕灘郡
燕灘郡（：／ Yŏnthan gun */?）是朝鮮民主主義人民共和國黃海北道北部的一個郡，位於首都平壤以南。2008年人口66,568人。下分1邑、16里。
原為黃州郡一部，1952年設郡。